# Donald Trump nella cultura di massa

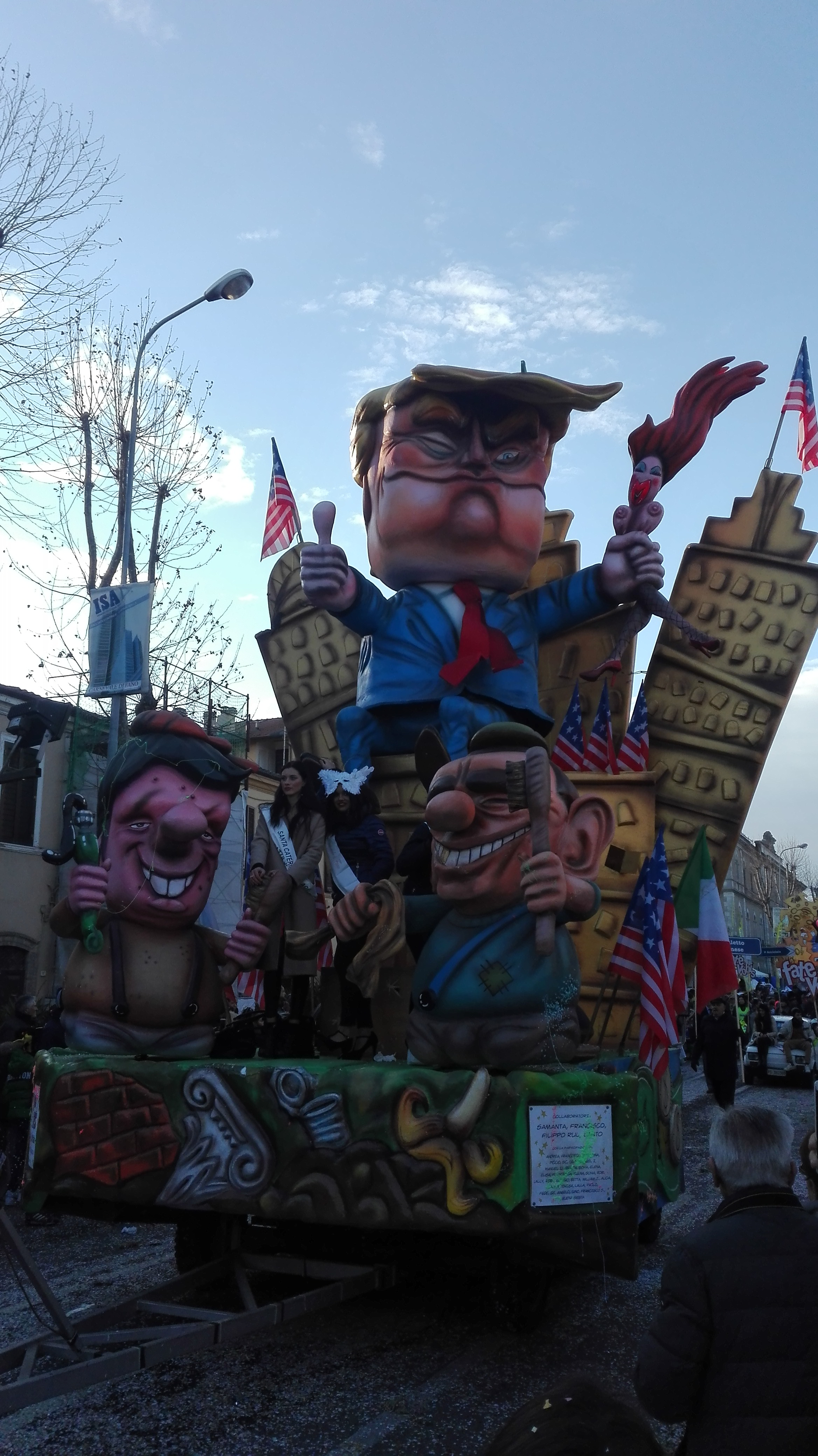
Carro con la maschera di Donald Trump al Carnevale di Fano 2018

La figura di Donald Trump, il 45º e 47º presidente degli Stati Uniti, ha attirato una notevole attenzione da parte dei media durante la sua carriera come celebrità, uomo d'affari e politico sin dagli anni '80, ottenendo varie raffigurazioni nella cultura di massa.

## Arte
Nel 1989 Ralph Wolfe Cowan dipinse un ritratto di Trump chiamato The Visionary, che è esposto nella residenza dello stesso a Mar-a-Lago.
Molte sedi della catena museale Madame Tussauds espongono una statua di cera raffigurante Trump.

Durante le elezioni del 2016 sono state realizzate varie opere d'arte per satirizzare Trump. Tra queste Make Everything Great Again, un murales di Dominykas Čečkauskas e Mindaugas Bonanu che lo rappresenta mentre bacia il presidente russo Vladimir Putin, e The Emperor Has No Balls, una serie di sculture del collettivo anarchico Indecline raffiguranti Trump nudo.
L'artista cubano Edel Rodriguez ha dipinto una serie di opere d'arte anti-Trump per varie riviste tra cui il Times e il Der Spiegel.
Anche Illma Gore ha creato un'opera chiamata Make America Great Again (riferita all'omonima frase utilizzata dai repubblicani) in cui lo dipinge nudo. Tale opera è poi stata censurata sui siti di social media, rimossa da eBay e rifiutata dalle gallerie negli Stati Uniti per motivi di sicurezza. Ha attirato offerte di oltre 100.000 sterline dopo essere stata esposta alla Maddox Gallery di Mayfair, Londra, sebbene l'artista sia stata minacciata in forma anonima di azioni legali.

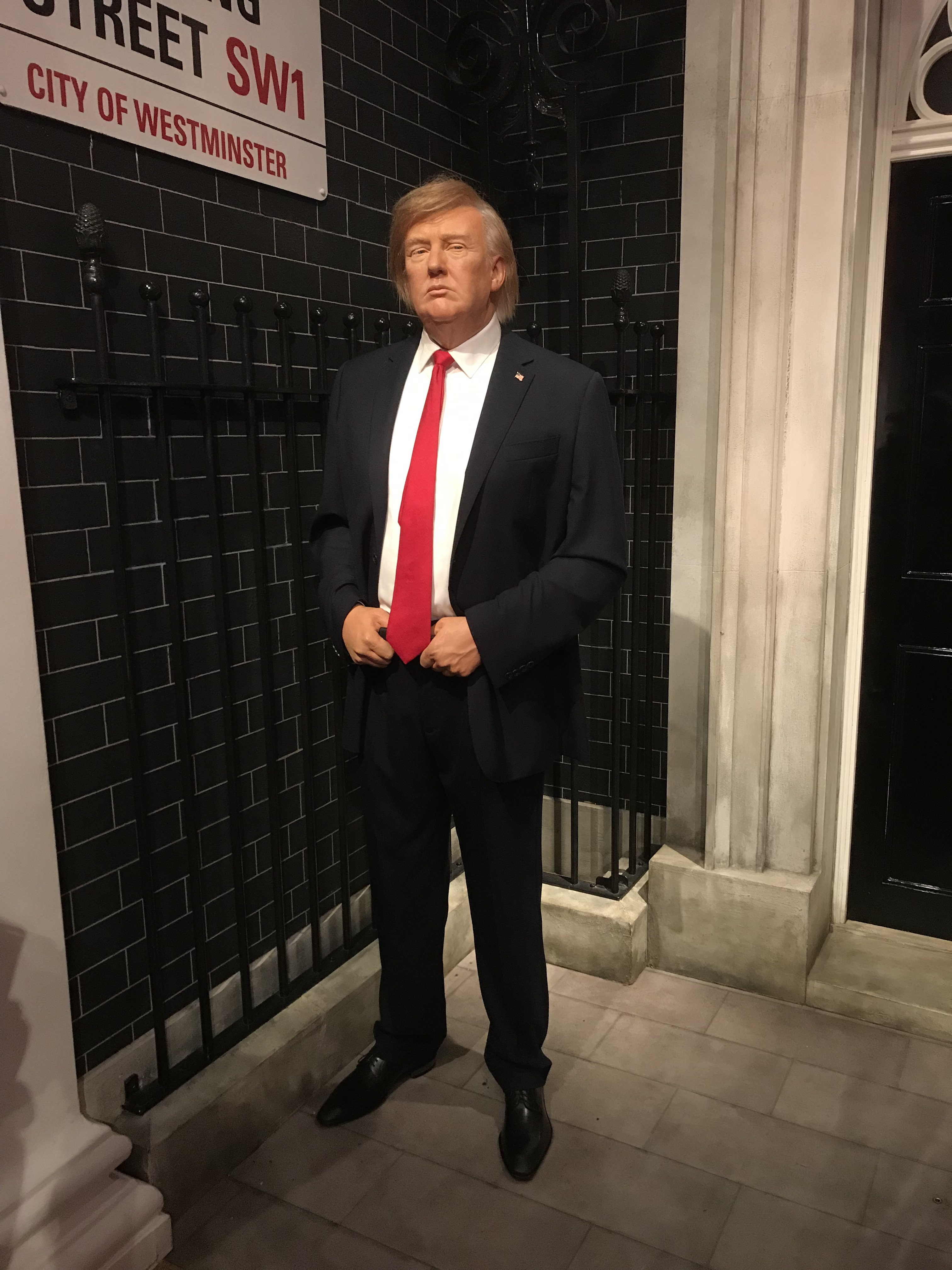
Statua di cera di Donald Trump al Madame Tussauds di Londra

L'americano e repubblicano Jon Austin McNaughton ha illustrato Trump in numerosi dipinti inneggianti alla sua persona.
Nel 2020 il progettista industriale Stephen Manka ha realizzato un enorme ritratto di Trump utilizzando 200 vibratori metallici chiamato Scrotus.
Una scultura in acciaio inossidabile placcata in oro a grandezza naturale, nominata Trump and his magic wand, è stata mostrata in pubblico a una conferenza conservatrice nel 2021.
Il 28 ottobre 2024 un'opera d'arte intitolata The Donald J.Trump Enduring Flame è stata installata a Freedom Plaza, Washington. Alta circa alta circa 2,5 metri, era una colonna di pietra color bronzo che sosteneva una mano, la quale teneva una torcia tiki che faceva riferimento al raduno di estrema destra Unite the Right rally svoltosi nell'agosto 2017 e culminato in un attentato automobilistico di un partecipante contro una folla di persone. Forti polemiche investirono il presidente Trump per non aver preso le distanze da tali fatti. La scultura doveva rimanere fino alle 17:00 del 31 ottobre 2024 ma è stata distrutta il 30 ottobre.

## Fumetti
Dal 1986 viene raffigurato nella striscia a fumetti Doonesbury di Garry Trudeau. Tale fatto, se inizialmente lo lusingava, in tempi più recenti ha provocato una sua reazione stizzita.
Nel 2016 questi fumetti vengono raccolti dall'autore nel libro Yuge!: 30 Years of Doonesbury on Trump.
Dal 1989 è ritratto da Berkeley Breathed nella raccolta satirica Bloom County e dal 1990 nella serie Dilbert di Scott Adams.
Nel fumetto The Man of Steel del 1986 il cattivo Lex Luthor viene reinventato come un malvagio dirigente aziendale a immagine e somiglianza di Trump.
Nel 1989 il numero unico di tale fumetto, "Lex Luthor: The Unauthorized Biography", viene pubblicato con la copertina raffigurante il libro di Trump "Trump: the Art of the Deal".
Nel 1989 Robert Crumb ha scritto Point the Finger, una storiella comica di sei pagine per Last Gasp.
Trump è apparso nella serie a fumetti Martin Mystère, in particolare nella storia pubblicata nell'Almanacco del Mistero 1990 intitolata Condominium, ovvero come Trump salvò la Terra. Martin Mystére, sfrattato di casa, si rivolge a un'agenzia immobiliare che si rivela essere gestita da extraterrestri che vogliono conquistare la Terra, ma l'intervento del miliardario Trump salva la situazione diventando loro socio.
Trump è stato oggetto di satira nel 2016 durante la sua prima campagna elettorale.
Il meme di internet Pepe the Frog, creato da Matt Furie, dopo essere stato utilizzato dall'estrema destra americana come logo per i sostenitori di Trump, l'ha disegnato in versione orrorifica per raccontarne l'ascesa politica fino alla conquista della Casa Bianca.
Nel 2017 la serie fumettistica spagnola Mort & Phil gli ha dedicato i numeri ¡El capo se escapa!, Drones Matones e El 60 aniversario.
Nello stesso anno Schlonged! di Ely Valley è stato candidato per il The Best American Comics 2017.
La rivista umoristica Mad gli ha intitolato due numeri: Mad About Trump nel 2017 e Mad About the Trump nel 2019.
Le vignette sarcastiche su Trump che hanno causato il licenziamento dell'autore Rob Rogers nel 2018. Dal Pittsburgh Post-Gazette sono state esposte alla Corcoran School of the Arts and Design della George Washington University.
Nel 2020 appare nel libretto satirico Bomb Queen nella storia Ultimate Bomb: Trump Card.
Nello stesso anno il manga giapponese Death Note gli ha fatto incontrare Ryuk, il dio della morte, alla Casa Bianca.
Sempre nel 2020 il sito internet di finanza Business Insider ha commissionato a due autori di fumetti una storia per narrare il primo impeachment di Trump, intitolata I Want No Quid Pro Quo.

## Media
Trump è apparso sia sul grande sia sul piccolo schermo, venendo impersonato in film e documentari e apparendo egli stesso in numerosi camei, sia in video internet.

### Media in cui Donald Trump è comparso in prima persona
La filmografia riguardante la presenza di Trump in prima persona include diversi camei effettuati tra film e telefilm. La sua apparizione più famosa avviene nel ruolo del proprietario del Plaza Hotel (di fatto di sua proprietà dal 1988 al 1995) nella pellicola Mamma, ho riperso l'aereo: mi sono smarrito a New York (1992).
Questa partecipazione è rimasta oggetto di dibattito tra lo stesso Trump, che sostiene di essere stato implorato a partecipare dalla produzione, e il regista Chris Columbus, secondo cui Trump pretese un compenso e il coinvolgimento diretto come contropartita per concedere le riprese all'interno della sua proprietà. Inoltre nel 2019 Trump polemizzò con il presidente canadese Justin Trudeau accusandolo di aver imposto alla tv nazionale il taglio della suddetta scena durante la messa in onda, versione smentita da Trudeau.
Note anche le comparsate in produzioni di successo come Willy il principe di Bel-Air, The Job, Suddenly Susan, Sex and the City, The Drew Carey Show, Two Weeks Notice, Spin City, La Tata, The Associate, Piccole canaglie, Zoolander e Eddie.
Nel 1988 e nel 2011 ha partecipato al talk show The Oprah Winfrey Show.
È stato conduttore e coproduttore del reality finanziario The Apprentice dal 2004 al 2015, in cui i concorrenti devono competere per guadagnarsi un posto nelle aziende di proprietà di Trump. Divenne iconico il suo rivolgersi agli aspiranti affaristi che non superavano le prove con "You're fired" (sei licenziato).
È opinione comune che The Apprentice abbia accresciuto notevolmente la sua fama in tutti gli Stati Uniti
Fa una comparsata nelle vesti di banchiere in un episodio del gioco televisivo Deal or No Deal nel 2007.
Appare in cinque episodi del documentario televisivo America: The Story of Us nel 2010.
Nel film Bombshell - La voce dello scandalo del 2019 compaiono alcune sue immagini di repertorio risalenti alla campagna per le primarie del 2016 in cui ha un acceso alterco con la giornalista Megyn Kelly.

### Media in cui Donald Trump è stato impersonato
Secondo lo sceneggiatore Bob Gale, il personaggio di Biff Tannen in Ritorno al futuro - Parte II del 1989 è ispirato a Trump, in quanto appare come un potente e ricco imprenditore americano.
Joan Collins ha rivelato di essersi ispirata a Trump nel tratteggiare il personaggio di Alexis Colby in Dynasty.
Nel 1991 è stato realizzato il documentario Trump: What's the Deal?, proiettato due volte al cinema, ma mai in televisione, per essere poi reso disponibile su internet nel 2015.
Nel 1992 è impersonato da Justin Thomson nell'episodio It's a Wonderful Leap della serie Quantum Leap.
Nel 2005 la ABC ha mandato in onda Trump Unathorized, un film documentario dove è stato interpretato da Justin Louis. Trump si è complimentato con gli autori, benché prima della sua realizzazione avesse minacciato di citare in giudizio la produzione se vi fossero state delle inesattezze sul suo conto.
Nello stesso anno compare nel documentario Giuliani Time, incentrato sull'ex sindaco di New York Rudy Giuliani e in una parodia del programma per bambini Sesame Street, dove diventa Donald Grump, un pupazzo brontolone.
Il film documentario You've Been Trumped del 2011 racconta gli sforzi economici e legali di Trump per sviluppare un resort di golf scozzese. 
A causa del ritratto palesemente negativo che traspare di Trump, cioè quello dell'avido affarista senza scrupoli, i suoi avvocati hanno contattato la BBC intimando loro di non mostrare il documentario. La BBC ha difeso la decisione di trasmetterlo affermando che Trump era stato contattato per prendere parte personalmente al lavoro ma ha rifiutato l'offerta.
È stato figurato quattro volte dal 2013 nel canale di YouTube Epic Rap Battles of History, in cui ha combattuto a colpi di rap contro il personaggio immaginario Ebenezer Scrooge prima e contro i suoi veri avversari politici dopo le varie candidature alle elezioni.
La pellicola Gremlins 2 - La nuova stirpe si svolge quasi interamente all'interno della Clamp Enterprises, il cui proprietario, il multimiliardario Daniel Clamp, è una trasparente parodia del magnate statunitense, nonché dell'imprenditore Ted Turner.
Una parodia di Trump è apparsa nel secondo episodio della diciannovesima stagione della serie animata satirica South Park (andata in onda il 23 settembre 2015), nella quale impersonava il primo ministro canadese. Un'altra parodia di Trump, chiamata Richard Buckner, appare come antagonista principale nel dodicesimo episodio della quinta stagione della serie animata Regular Show. La serie ripresenterà la parodia del personaggio l'anno dopo in seguito alla vittoria elettorale americana di Trump.
Il talk-show The Tonight Show Starring Jimmy Fallon ne ha fatto oggetto di varie parodie dal 2015.
Nel 2016 il sito internet di video comici Funny or Die ha rilasciato un film parodia chiamato Donald Trump's The Art of the Deal: The Movie, con Johnny Depp nei suoi panni.
Dai primi mesi del 2016 il talk-show Last Week Tonight with John Oliver ha dedicato a Trump diversi segmenti per criticarne le idee politiche in vista della corsa alla Casa Bianca.
Parallelamente anche l'omologo The Late Show with Stephen Colbert ne ha criticato l'immagine politica rappresentandolo come un pupazzo animato.
Nel 2016 L'attore Vic Berger ha creato una serie di video internet per far satira sui comizi politici di Trump.
La serie web e tv You Got Trumped: The First 100 Days del 2016 mostra, con uno stile di umorismo nero, una previsione sui primi tre mesi di presidenza Trump.
Lo scrittore e attore comico Anthony Atamanuik impersona Trump dal 2015 e nel 2017 l'ha interpretato per le 20 puntate della serie televisiva The President Show.
Sempre Atamanuik ne veste i panni nel film televisivo A President Show Documentary: The Fall of Donald Trump del 2019.
Dopo la sua prima vittoria elettorale del 2016 ha assunto molta popolarità una puntata del 2000 del noto cartone animato The Simpsons, Bart to the Future, in cui il personaggio di Lisa diventa presidente cercando di rimediare ai danni di un'ipotetica presidenza Trump.
In risposta a ciò, nell'episodio del 2016 Havana Wild Weekend: il personaggio di Bart scrive ripetutamente sulla lavagna "Avete ragione fa schifo".
Nel luglio del 2024 viene annullata la messa in onda di un episodio in cui compare un cecchino sul tetto in procinto di commettere un omicidio, data la straordinaria coincidenza, proprio in quelle ore, del vero attentato compiuto a un comizio di Trump in Pennsylvania, in cui il candidato presidente è stato ferito a un orecchio e due spettatori in modo più grave, di cui uno mortale.
Dal 2017 appare anche in numerosi anime manga giapponesi, sempre rappresentato in versione malvagia o comunque con tratti pesantemente negativi. Trump viene citato sotto forma di parodia nel nono e decimo episodio dell'ultima stagione della serie animata giapponese Gintama. Compare in un cameo nell'episodio finale della trasposizione anime del manga Inuyashiki.
Viene parodiato in tre episodi della serie televisiva comica Robot Chicken nel 2017.
In alcuni episodi del cartone animato Robotboy c'è un miliardario chiamato Ronald Rump.
A seguito delle sue politiche considerate anti-messicane in tema di immigrazione, nel 2018 la serie di satira politica El privilegio de Mandar ne fa una caratterizzazione canzonatoria interpretata da Herson Andrade.
Sempre nel 2018 la sitcom televisiva Arrested Development ha utilizzato varie riprese d'archivio della campagna elettorale di Trump del 2016 nell'episodio Self Deportation.
Nell'episodio Trump Guy della serie Family Guy del 2019 Trump assume il protagonista dell'episodio alle proprie dipendenze e lo porta con sé alla Casa Bianca.
Nel 2020 è stato impersonato da Brendan Gleeson nella miniserie politica The Comey Rule.
La versione britannica di satira politica Spitting Image ha proposto una versione di Trump nel 2020.
Nello stesso anno i cartoni animati Animaniacs lo disegnano come un ciclope.
È stato interpretato da Jeff Rector in Bad President del 2021.
In un episodio della quarta stagione del telefilm In viaggio nel tempo, intitolato Le vite sono meravigliose, il protagonista Sam Beckett, nei panni di un tassista di New York, fa salire sul suo taxi un Donald Trump ancora bambino insieme a suo padre Fred.
Trump è un personaggio del film d'animazione The Queen's Corgi del 2019, dove compare con la moglie Melania in visita a Buckingham Palace per incontrare la regina Elisabetta II.
La sua giovinezza e l'inizio della sua carriera imprenditoriale vengono narrati nel film The Apprentice, presentato al Festival di Cannes 2024 e in cui è interpretato da Sebastian Stan.  Il film è incentrato sui primi passi di Trump nel mondo della finanza e dell'edilizia nella New York degli anni '80 e omonimo del programma televisivo americano condotto dallo stesso Trump dal 2004 al 2017 in cui insegnava ai concorrenti l'arte degli affari. 
La pellicola ha ricevuto riscontri positivi da pubblico e critica, ma è stato pesantemente stroncato dallo stesso Trump per via di alcune scene che lo mettono in cattiva luce, annunciando anche cause legali contro la produzione dopo aver tentato di bloccarne l'uscita nelle sale tramite i propri avvocati.

## Spettacolo

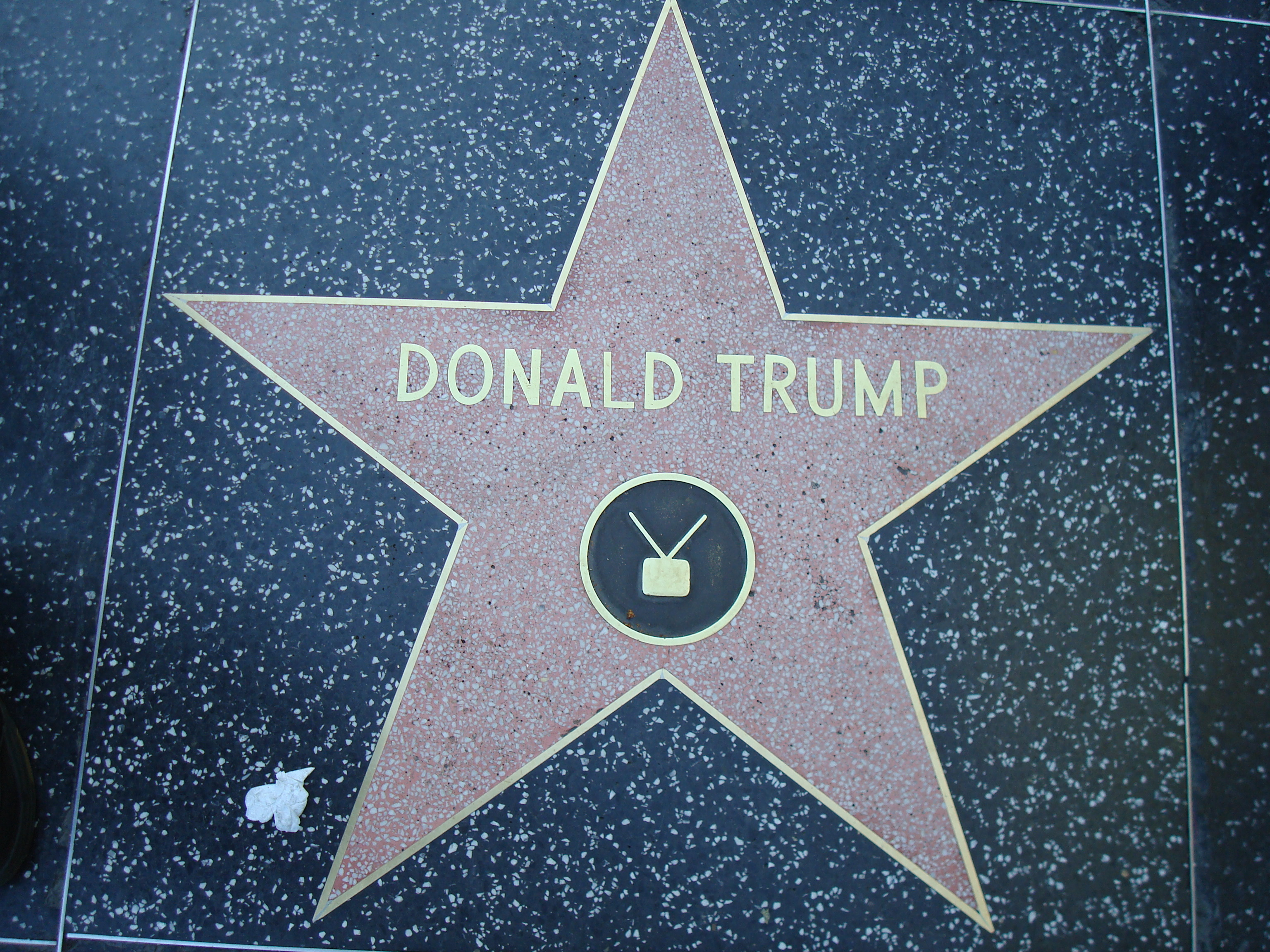
Stella dedicata a Donald Trump alla Hollywood Walk of Fame per aver prodotto la rassegna di Miss Universo

Lo spettacolo comico Saturday Night Live fa una parodia di Trump e della sua famiglia dal 1988. Ha anche condotto due volte il programma, nel 2004 e nel 2015.
Tra gli attori che l'hanno interpretato sono ricorrenti Phil Hartman, Darrell Hammond e Alec Baldwin.
Dal 1996 al 2015 è proprietario del concorso Miss Universo e nel 2007, per aver prodotto per quasi vent'anni gli spettacoli della manifestazione, è stato inserito nella Hollywood Walk of Fame.
Nell'aprile 2011 Trump ha presenziato alla cena dei corrispondenti della Casa Bianca. In quest'occasione è stato ripetutamente schernito dal presidente Barack Obama che ne ha canzonato l'immagine pubblica e lo stile di vita, rendendolo alla stregua di una macchietta.
L'evento ebbe vasta eco mediatica in tutta la nazione e prese il nome di "roast" (letteralmente arrostire). Molti opinionisti politici fanno risalire a questo specifico frangente la vera convinzione di Trump di candidarsi alle elezioni, in segno di vendetta per l'umiliazione subita.
Il talent show America's Got Talent ha visto spesso concorrenti cimentarsi in imitazioni di Trump, soprattutto dopo la sua prima presidenza.

## Giochi
Tra il 1988 e il 1993 viene distribuita la serie di videogiochi Trump Castle, dal nome di un suo hotel casinò, dedicata al gioco d'azzardo, mentre è del 1989 il gioco da tavolo, ispirato al Monopoli, da cui nel 2004 è stata tratta la seconda versione sull'onda del successo del programma televisivo affaristico condotto da Trump, The Apprentice, il quale nel 2007 avrà un altro capitolo dedicato, The Apprentice: Los Angeles.
Donald Trump's Real Estate Tycoon è un videogioco del 2002 di simulazione aziendale il cui obiettivo è sconfiggerlo in sfide d'affari.
È del 2016 Trumptendo, la parodia dell'azienda giapponese di videogiochi Nintendo e di alcuni suoi titoli di lotta, che presenta il personaggio di Trump al posto di quelli presenti negli originali degli anni '80 per dare al giocatore la possibilità di picchiare virtualmente Trump.
Nello stesso anno arriva Mr President, in cui si impersona il ruolo di una guardia del corpo di Trump che deve cercare di salvargli la vita da un attentato a colpi d'arma da fuoco.
Nel 2024, quando Trump è stato davvero vittima di un tentativo di assassinio durante un comizio elettorale in Pennsylvania, il gioco ha beneficiato di una nuova popolarità.

## Letteratura
Trump, insieme con il grattacielo di sua proprietà Trump Tower, viene citato nel 1986 nel romanzo di Judith Krantz, I'll Take Manhattan, e compare personalmente l'anno dopo nell'adattamento televisivo del libro.
Randal T. Rumpp, il cattivo del romanzo Ghost in the Machine del 1992 di Warren Murphy e Richard Sapir è una parodia di Donald J. Trump.
Viene menzionato nel romanzo erotico Trump Tower del 2011 di Jeffrey Robinson, inizialmente venduto con Trump stesso indicato come autore principale, ma dalle ristampe dell'anno seguente compare con l'accreditazione come unico autore di Robinson.
Nel 2016 esce The Day of the Donald di Andrew Shaffer, in cui l'autore immagina come potrebbe essere il secondo anno di presidenza Trump alla Casa Bianca se l'allora candidato repubblicano avesse vinto le elezioni del 2016, cosa accaduta davvero. Shaffer dichiarò di ritenere improbabile che la sua opera sarebbe poi diventata realtà.
The Beautiful Poetry of Donald Trump del 2017 è una raccolta dei messaggi di Trump scritti su Twitter, spesso contenenti testi aggressivi, e parodiati come fossero componimenti poetici dall'autore Robert Sears.
Nel 2018 la poetessa Carol Ann Duffy racconta l'ascesa politica di Trump dedicandogli un componimento utilizzando il kenning, il sistema di scrittura tipico della letteratura norrena basato sulle perifrasi, con insulti creati dall'unione di parole antiche e neologismi inglesi.
Nel poema Dumpty: The Age of Trump in Verse del 2019, di John Arthur Lithgow, viene satirizzata l'attività politica di Trump, comprese le persone che gli stanno accanto.
Nel romanzo Antkind del 2020 di Charlie Kaufman compaiono diversi androidi costruiti sulle fattezze di Trump e armati di armi nucleari.

## Narrativa erotica
Nel filone della narrativa a sfondo romantico/sessuale hanno avuto successo opere come Trump Temptations: The Billionaire & The Bellboy scritta da Elijah Daniel nel 2016, una novella a sfondo erotico con Trump protagonista salita in cima alla classifica di vendite su Amazon e nello stesso anno D Is for Dump Trump: An Anti-Hate Alphabet di Brad Herzog.
Altre storie coinvolgono Trump in contesti a luci rosse più o meno spinti con il proprietario della WWE Vince McMahon e il presidente russo Vladimir Putin.

## Musica
Trump e le sue proprietà immobiliari sono stati menzionati in moltissime canzoni dagli anni '80, ma se fino al 2016, anno della sua prima candidatura politica alla Casa Bianca, i testi erano perlopiù ironici e raramente offensivi, concentrandosi soprattutto sul suo modo di vivere da miliardario, dal 2016 in poi il tono contro di lui cambia divenendo critico e spesso anche volgare.
Il genere hip hop è quello in cui Trump è stato menzionato più volte dal 1989, con quasi 300 canzoni fino al 2016, e svariate altre volte dopo il 2016.
La preminenza di Trump nell'hip hop è stata paragonata a quella di Ronald Reagan nell'hardcore punk durante gli anni '80.

### Hip hop
Il brano Johnny Ryall dei Beastie Boys del 1989 ironizza sullo stile di vita sfarzoso di Trump mettendolo a confronto con un suo quasi omonimo senzatetto.
Più crudi sono invece i primi due album del gruppo The Coup, prodotti tra il 1993 e 1994, che contengono diversi insulti nei suoi confronti indicandolo come modello negativo da non seguire.
Tra gli artisti hip hop più attivi sulla sua figura ci sono Rick Ross con nove canzoni, seguito da Nas con sette, il gruppo Migos e Young Thug con sei canzoni, Lil Wayne e Raekwon con cinque, tutte eseguite prima che Trump si candidasse per la presidenza americana.
Nel 2011 esce il singolo Donald Trump, del rapper Mac Miller, che fa riferimento alle ambizioni di Miller di diventare ricco e famoso come lui.
La canzone ottiene subito un ottimo successo e quando nell'agosto 2011 supera le 20 milioni di visualizzazioni su YouTube è lo stesso Trump a congratularsi con Mac Miller definendolo "il nuovo Eminem", ma dal 2012, con l'aumento del successo del singolo, il magnate inizia a chiedere a Mac Miller i diritti d'autore per lo sfruttamento del proprio nome, dichiarando che è solo grazie a questo se sta ottenendo ampio risalto. Ciò porta i due a scontrarsi negli anni in una causa legale nel vano tentativo di Trump di ottenere denaro da Mac Miller, il quale a sua volta diventa estremamente critico nei suoi confronti.
Nel 2016 Eminem attacca Trump con il brano Campaign Speech in cui, con toni al vetriolo, esorta gli americani a non votare per lui alle presidenziali di quell'anno.
Stesso copione l'anno dopo con un video freestyle durante il BET Hip Hop Awards in cui, nel testo di Framed, compaiono dure invettive anche contro la figlia del presidente, Ivanka.
A causa di ciò nel 2018 è stato interrogato dallo United States Secret Service.

### Altri generi musicali
Anche al di fuori dell'hip hop sono molte le citazioni a Trump.
Nel 1990 Prince scrive per il gruppo funk The Time Donald Trump, Black Version. In essa il cantante Morris Day si vede come l'alter ego afroamericano del miliardario.
Nel 1992 i Goats Don't Shave, gruppo irlandese folk-rock, realizza Las Vegas in the Hills of Donegal, in cui si riferiscono all'attività imprenditoriale di Trump legata ai casinò immaginando che la contea di Donegal in Irlanda diventi La Mecca del gioco d'azzardo.
Il rapper Nas nel 1999 parla della relazione con la propria compagna in Money is My Bitch definendosi come "La migliore coppia che hanno visto dai tempi di Trump e Marla Maples", la sua seconda moglie.
Anche in Bad Boyz del 2000 il rapper Shyne cita Marla Maples e la sua relazione con Trump ma con toni volgari.
Nel 2016 la band punk canadese dei DOA riscrive il classico del 1983 Fucked Up Ronnie, inizialmente dedicato all'allora presidente americano Ronald Reagan, convertendola in Fucked Up Donald.
Sempre di quell'anno è FDT, anche conosciuta con il titolo completo Fuck Donald Trump, del rapper YG. La canzone di protesta contro il candidato repubblicano prende di mira le sue politiche sull'immigrazione e include frammenti audio di manifestanti neri espulsi con la forza da un raduno di Trump in Georgia.
Nell'aprile 2016 la polizia di Los Angeles ha fatto irruzione nel locale in cui YG e i suoi collabotori stavano girando un video per la canzone, video che a quel punto ha visto l'inserimento proprio delle immagini dell'incursione dei poliziotti.
Secondo YG i servizi segreti americani tentarono di bloccare l'uscita della canzone, senza riuscirvi.

## Capelli

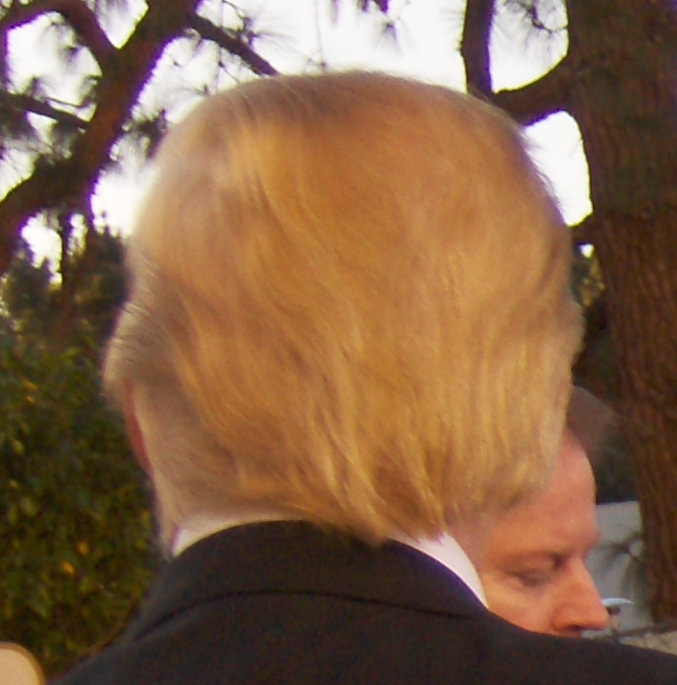
I capelli di Trump da dietro ripresi nel 2007

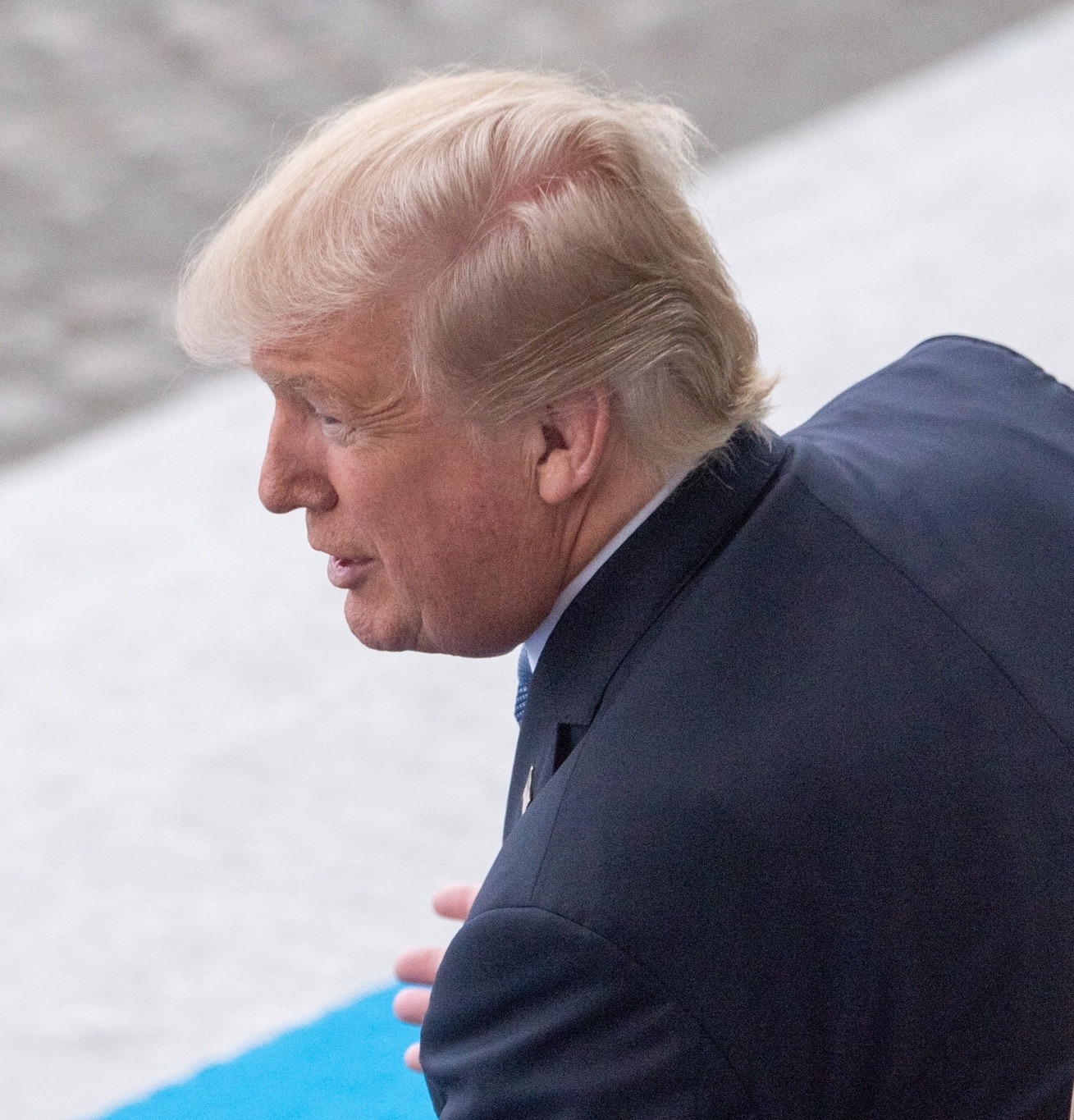
Trump nel 2017

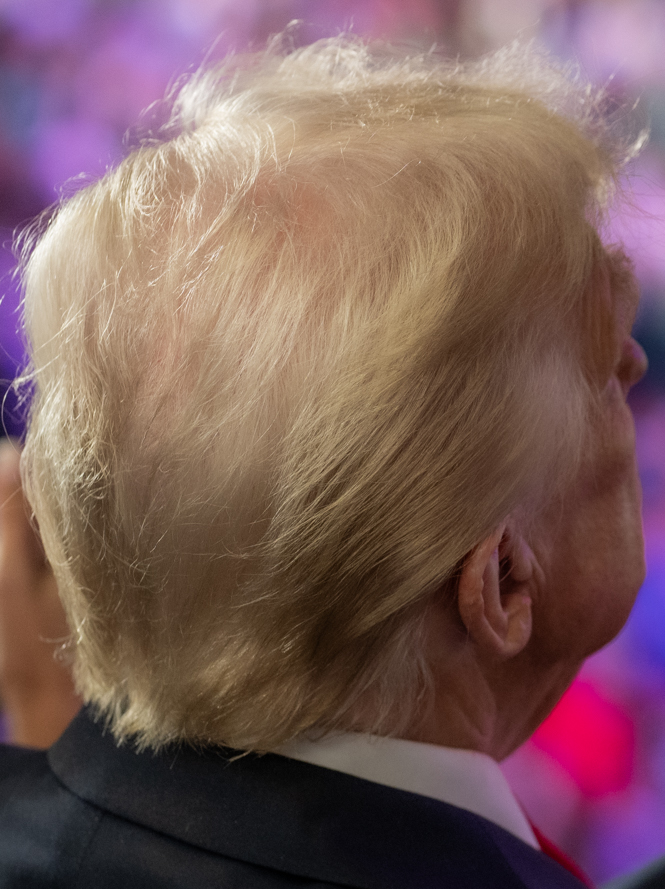
Il riporto di Trump visibile durante la finale del Super Bowl nel 2025

Anche l'acconciatura di Trump è oggetto di interesse mediatico.
Diversi libri hanno per oggetto i suoi capelli.
Nel 2004 il Chicago Tribune scrive che Trump "è noto per i suoi vistosi casinò e la sua insolita criniera di capelli color rame".
Nel 2008 il noto personaggio televisivo David Letterman ha deriso i capelli di Trump paragonandoli a un chihuahua.
Le canzoni F.U.$ dei Danger Danger e Donald Trump's Hair di Kacey Jones, entrambe del 2009, menzionano i suoi capelli.
In particolare la seconda ha raggiunto il primo posto nella classifica del sito internet ReverbNation.
In un'intervista con la rivista musicale Rolling Stone del 2011 Trump ha dichiarato di ricevere molti apprezzamenti pubblici per il suo taglio, definendolo una sorta di comb-over.
Nello stesso anno il periodico di costume Vanity Fair Trump ha scritto che Trump si sarebbe candidato alle presidenziali del 2012 e ha realizzato una serie di articoli satirici sui suoi capelli paragonando la controversia sul presunto certificato di nascita falso del presidente Barack Obama, come denunciato dal movimento dei "birthers", di cui Trump faceva parte, e ironizzando sul movimento dei "balders" che gli chiedevano di provare che non avesse il parrucchino.
Nel 2015 la rivista GQ ha pubblicato una galleria fotografica mostrando l'evoluzione della chioma di Trump in quarant'anni.
Sempre in quell'anno Vanity Fair realizzò due video in claymotion in cui ridicolizzava i capelli di Trump come fossero antropomorfizzati.
Dopo anni di dibattito sulla natura dei suoi capelli, durante un'intervista a The Tonight Show del 2016 Trump si è fatto spettinare dal conduttore Jimmy Fallon per dimostrare che sono veri.
Essendo nel periodo di campagna elettorale per la Casa Bianca, Fallon ha ricevuto molte proteste per quel gesto ritenuto eccessivamente umanizzante dai critici di Trump, e lo stesso conduttore nel 2018 dichiarerà di aver sbagliato a prestarsi alla scena, entrando così in polemica con il futuro presidente repubblicano.
Nello stesso anno la scultrice messicana Roxana Casillas, aiutata dai grafici americani Douglas Cameron e Tommy Noonan, realizzano una capanna abitabile sulle fattezze dei capelli di Trump.
Nel 2017 il medico del presidente Ronny Lynn Jackson ha dichiarato che per preservare l'integrità del cuoio capelluto Trump assume il farmaco anti-caduta Propecia.
Sempre nel 2017 una specie di falena appartenente al genere Neopalpa è stata rinominata Neopalpa donaltrumpi in quanto le sue squame bianco-giallastre ricordano i capelli di Trump.
Nel 2018 è diventato virale su internet un video in cui il presidente americano, salendo sull'Air Force One, veniva colpito da una folata di vento, la quale, scompigliandogli il capo, ha mostrato chiaramente il riporto.
Un'inchiesta del New York Times del 2020 svela che Trump spese più di 70.000 dollari per il parrucchiere del programma televisivo The Apprentice da lui condotto per 14 stagioni.
Con il passare del tempo la colorazione dei suoi capelli è passata da un acceso biondo platino a un più naturale grigio con tenue sfumature giallognole.

## Colore della pelle
Alla stregua dei capelli anche la colorazione tendente all'arancione di Trump è stata spesso discussa da critici e comici. Mentre la posizione ufficiale della Casa Bianca parla di "ottimi geni", in molti sostengono che faccia ampio uso di creme e lampade abbronzanti.
Nel 2013 il comico William Maher si è offerto di pagare 5 milioni di dollari a un ente di beneficenza se Trump avesse pubblicato il suo certificato di nascita per dimostrare che "non è figlio di una donna che si è accoppiata con un orango", ironizzando sulla peluria arancione di Trump e sulla sua polemica riguardante l'esibizione del certificato di nascita del presidente Barack Obama.
Trump avrebbe così mostrato il certificato a Maher intentandogli poi una causa da 5 milioni di dollari per rottura del contratto, cioè la cifra che il comico ha promesso di devolvere in beneficienza senza averlo fatto, causa successivamente ritirata dallo stesso querelante.
Durante un dibattito nel 2019 ha scherzato sulla propria pelle dicendo che sembra arancione per colpa delle lampadine a basso consumo, battuta questa riferita ai suoi tagli sull'efficientamento energetico varati dall'amministrazione precedente.
A inizio 2020 ha ricevuto ampia copertura mediatica un profilo Twitter non verificato di Trump chiamato White House Photos in cui il suo volto ritoccato da photoshop è apparso abbronzato per estremizzarne il colorito originale. Il comico Alec Baldwin, che l'ha spesso imitato al Saturday Night Live, non si è fatto sfuggire l'occasione e ha ironizzato sulla foto dicendo che il colore della pelle di Trump è come un qualcosa tra "l'arancione di Mark Rothko e l'arancione leggermente più pallido dell'Orange Crush".
Come successo per i capelli, con l'avanzare dell'età anche la pelle ha assunto una pigmentazione più naturale, rinforzando l'ipotesi che il colorito tendente all'arancione fosse frutto di ritocchi estetici.